# Zátvor (kopec)
Zátvor je kopec v okrese Ústí nad Orlicí, asi 3 km východně od středu města Brandýs nad Orlicí. Nadmořská výška kopce je 496 m n. m. Někdy můžeme najít i údaj 479 nebo 480. Tato kóta se sice nachází na hřebeni kopce, ale není absolutním vrcholem. V okolí kopce se nacházejí tyto vesnice a osady: Perná, Rviště, Dobrá Voda, Bezpráví.

## Geomorfologie
Z geomorfologického hlediska se kopec nachází v subprovincii Česká tabule, oblasti Východočeská tabule, celku Svitavská pahorkatina, podcelku Českotřebovská vrchovina, okrsku Kozlovský hřbet a podokrsku Řetovský hřbet.

## Hydrologie
Kopec se nachází v povodí Tiché Orlice, která náleží do povodí Labe, úmoří Severní moře.

## Vegetace
Kopec je kromě nejnižších poloh převážně zalesněn. Jen málo zde najdeme několik lučních enkláv. Dochovaly se zde celky květnatých bučin sv. Fagion, ale zčásti byly nahrazeny smrkovými monokulturami.

## Zajímavosti
Zátvor je jeden z mála kopců, který Jan Amos Komenský na své mapě Moravy, tiskem poprvé vydané v roce 1624, nazval jménem: "Zatwor mons". Jde bezpochyby o odkaz na jeho exilový pobyt v nedalekém Brandýse nad Orlicí. Na jižním úpatí kopce se rozkládá perenský poplužní dvůr, zmiňovaný již v korespondenci Karla staršího ze Žerotína. Před koncem druhé světové války v něm pobýval budoucí herec Josef Abrhám, kam jej s jeho sestrami z důvodu hrozících náletů na leteckou továrnu v Kunovicích umístili jejich rodiče.